# Ana Montes
Ana Belén Montes  (født 28. februar 1957) er en tidligere amerikansk senioranalytiker ved Defense Intelligence Agency i USA, som spionerede på vegne af den cubanske regering i 17 år. 
Den 21. september 2001 blev Montes arresteret og efterfølgende anklaget for at begå spionage for Cubas regering. Montes erkendte sig skyldig i spionage og blev i oktober 2002 idømt 25 års fængsel efterfulgt af fem års betinget fængsel.  Hun blev løsladt den 6. januar 2023 efter at have afsonet 20 år. 

## Tidligt liv og karriere
Montes blev født i Nürnberg, i det daværende Vesttyskland, hvor hendes far, Alberto Montes, blev udstationeret som amerikansk hærlæge.  Hendes familie stammede fra den asturiske region i Spanien, og hendes bedsteforældre var immigreret til Puerto Rico .  Familien boede senere i Topeka, Kansas, og derefter Towson, Maryland, hvor hun dimitterede fra Loch Raven High School i 1975. I 1979 tog hun en grad i udenrigsanliggender fra University of Virginia, og i 1988 afsluttede hun en mastergrad ved Johns Hopkins University School of Advanced International Studies. 
Montes to søskende, en bror og en søster, Tito og Lucy, blev ansatte i Federal Bureau of Investigation.  Tito var FBI -specialagent  og Lucy var en langvarig FBI-sproganalytiker og oversætter.   Hendes søster spillede en nøglerolle i Montes' identifikation som en cubansk muldvarp .  Ana Montes' tidligere kæreste, Roger Corneretto, var en efterretningsofficer med speciale i Cuba for Pentagon . 
Montes blev ansat hos Defense Intelligence Agency (DIA) i september 1985 efter at have arbejdet for det amerikanske justitsministerium . Hendes første opgave var på Bolling Air Force Base i Washington, hvor hun arbejdede som specialist i efterretningsforskning. I 1992 blev Montes udvalgt til DIA's Exceptional Analyst Program og rejste senere til Cuba for at studere det cubanske militær. 
Forud for hendes anholdelse, boede hun i en toværelses co-op i Cleveland Park, Washington, DC. 
Ana Montes avancerede hurtigt gennem graderne hos DIA og blev DIAs cubanske senioranalytiker.  Hendes medarbejdere betragtede hende som ansvarlig og pålidelig og bemærkede hendes "no-nonsense" holdning. Anklagere ville senere hævde, at Montes allerede arbejdede for cubanerne, da hun blev medlem af DIA i 1985. 

## Spionage
Montes blev rekrutteret af den cubanske efterretningstjeneste, mens hun var universitetsstuderende ved Johns Hopkins University i 1980'erne. Hun var kendt blandt andre studerende for sine stærke meninger til støtte for venstreorienterede latinamerikanske bevægelser som Sandinista National Liberation Front i Nicaragua. En cubansk agent henvendte sig til sidst til hende. Efter at have rekrutteret hende, opfordrede den cubanske efterretningstjeneste hende til at søge arbejde hos Defense Intelligence Agency.  
I sagens dokumenter i sigtelsen af Montes udtalte anklagerne: 
| Citat | Montes communicated with the Cuban Intelligence Service through encrypted messages and received her instructions through shortwave encrypted transmissions from Cuba. In addition, Montes communicated by coded numeric pager messages with the Cuban Intelligence Service by public telephones located in the District of Columbia and Maryland. The codes included 'I received message' or 'danger.' | Citat |
|       | |       |

Anklagerne oplyste endvidere, at alle oplysningerne var på vandopløseligt papir, der hurtigt kunne ødelægges.
I løbet af efterforskningen mod hende blev det fastslået, at Montes havde videregivet en betydelig mængde af klassificerede oplysninger til det cubanske efterretningstjeneste, herunder identiteten af fire amerikanske spioner i Cuba. I 2007 påstod den amerikanske DIA kontraspionagemand Scott W. Carmichael offentligt, at det var Ana Montes, der fortalte cubanske efterretningsofficerer om en hemmelig amerikansk hærlejr i El Salvador.   Carmichael hævdede, at Montes vidste om eksistensen af Special Forces -lejren, fordi hun besøgte den kun et par uger før lejren blev angrebet i 1987 af cubansk-støttede guerillaer fra Farabundo Martí National Liberation Front (FMLN). 
Carmichael, som havde ledet DIA-undersøgelsen af Montes, udnævnte hende til at være direkte ansvarlig for døden af Green Baret- sergent Gregory A. Fronius, som blev dræbt i El Paraíso, El Salvador, den 31. marts 1987 under FMLN-angrebet.  Carmichael karakteriserede den skade, Montes påførte DIA og andre amerikanske efterretningstjenester som "usædvanligt alvorlige", og udtalte, at hun kompromitterede et "særligt adgangsprogram", der blev holdt selv fra ham, den ledende efterforsker i hendes sag. 
Carmichael hævdede endvidere, at han i modsætning til mange i det amerikanske efterretningssamfund mente, at Montes' indtrængen i DIA ikke var undtagelsen, men reglen, og at de cubanske efterretningstjenester havde adskillige spioner og muldvarpe inden for amerikanske efterretningstjenester. 
I 2004 hævdede en anklageren, at Montes fik hjælp fra en anden cubansk agent, Marta Rita Velázquez, som tidligere havde været juridisk medarbejder ved United States Agency for International Development, som yderligere blev påstået at have rekrutteret Montes til spionage. Den føderale anklage blev ophævet i april 2013. Velázquez har været uden for USA siden 2002, tilsyneladende i Sverige, som ikke har en udleveringsaftale med USA for spionsager. 

## Anholdelse
Montes blev arresteret af Federal Bureau of Investigation på hendes kontor den 21. september 2001. Anklagere erklærede, at Montes havde lækket fortrolige klassificerede oplysninger om det amerikanske militærs forestående invasion af Afghanistan i oktober 2001, og at de ikke ønskede, at hun skulle afsløre disse oplysninger til potentielle fjender. 
I 2002 erkendte Montes sig skyldig i anklagen, som kunne have medført dødsstraf, men blev i oktober samme år idømt 25 års fængsel efter at have accepteret en klageaftale med den amerikanske regering.  Hendes advokat, Plato Cacheris, sagde, at Montes spionerede for Cuba, fordi "hun følte, at cubanerne blev behandlet uretfærdigt af den amerikanske regering."  Efter at have erkendt sig skyldig, fortalte Montes CIA-debriefere, at hun ønskede at beskytte Cuba mod USA, og at hun mente, at "hele verden er ét land."  I et brev fra fængslet til en ven i 2013 skrev Montes, at "Jeg tror, at spionagemoralen er relativ. Aktiviteten forråder altid nogen, og nogle iagttagere vil mene, at det er berettiget og andre ikke, i alle tilfælde." 

## Fængsling
Montes blev fængslet på FMC Carswell i Fort Worth, Texas. 
Montes er opført som FMC Register #25037-016. Hun blev løsladt den 6. januar 2023. 

## Yderligere læsning
- "FBI 100 The Case of the Cuban Spy". Federal Bureau of Investigation.
- Marquis, Christopher (20. oktober 2001). "U.S. Restricts Cuban Diplomats in Capital After Spy Charges". The New York Times. Hentet 27. januar 2014.
- Underudenrigsminister John Bolton, interview med CBS News, 11. maj 2002